# Tranzakcióanalízis
A tranzakcióanalízis (TA) személyiség- és szisztematikus pszichoterápiás elmélet, amely a személyiség fejlődésével és a személyes változással foglalkozik. Eric Berne a tranzakcióelemzés megalapítója. A személyiség elméleteként a TA képet ad arról, hogy az emberek pszichológiailag hogyan strukturálódnak → három részből álló én-állapot-modellként ismert modellt használ fel.

## Berne „radikalizmusa”
Eric Berne neve milliók számára vált ismertté „Emberi játszmák” című könyvének 1964-es megjelenését követően. Steiner (1990) szerint ez a könyv hozta meg neki ugyan a világhírt, de Berne egész munkásságával érdemelte azt ki. Eric Berne egy korát meghaladó úttörő gondolkodó, a pszichiátria területének radikális tudósa volt (Steiner, 1990). Stewart (1992) egyetért Steinerrel és úgy gondolja, állítása a mai napig érvényes. Berne radikálisnak nevezhető, mert a pszichiátria tudományának alapvető feltevéseit vizsgálta újra, és vizsgálódása eredményeképpen olyan megállapításokra jutott, amelyek szöges ellentétben álltak korának tudományosan elfogadott felfogásával (Steiner, 1990). Tranzakcióanalízis (TA) elméletének születése egyidős a „Humanizmus a behaviorizmus ellen” elnevezésű, Carl Rogers és Burrhus Frederic Skinner nevével fémjelzett, 1956-ban zajló nagy pszichológiai vitával (Járó, 2011). Gyakorlott szakmabeliek, főként a pszichoanalízis területén jártasak, nem fogadhatták el Berne koncepcióját anélkül, hogy ne kelljen megváltoztatniuk gyökeresen (azaz radikálisan) a korábban tanultakat arra nézve, hogy mi az, ami az embereket boldogtalanná teszi, ami diszfunkcionális működést okoz és mi az, ami megváltoztathatja mindezt (Steiner, 1990).
Az alábbi három fogalom együttese választja el az 1970-es évek mainstream pszichiátriájától a TA-t (Steiner, 1990):
1. Az emberek eredendően lelkileg egészségesek, rendben vannak, ahogy Berne fogalmaz OK-nak születtek. Az „én oké vagyok, te oké vagy” pozíció alapvetése a minimum feltétele a jó pszichiátriai állapotnak és a tartós érzelmi és szociális jóllétnek.
2. Az érzelmi zavarokkal küszködő emberek mindennek ellenére teljes, intelligens, gondolkodó emberi lények. Képesek felfogni és megérteni problémáikat és átlátni nehézségeiket.
3. Minden érzelmi zavar gyógyítható, ha rendelkezésre áll az adekvát tudás és a megfelelő megközelítési mód. A betegségek (pszichés zavarok), amelyekkel a pszichiáterek találkoznak (skizofrénia, alkoholizmus, depresszív pszichózis, stb.), leginkább a pszichiátriai hozzá nem értés és alkalmatlanság vagy tudatlanság eredményei, semmint a gyógyíthatatlanságé.

### Az életpozíciók
Ahogy Berne fogalmaz, „Minden ember hercegnek és hercegnőnek születik, amíg szülei békává nem változtatják őt” (idézi Steiner, 1990, p. 2.)
Berne radikális gondolatait gyakran bújtatja aforizmákba. „Az emberek OK-nak születnek” elméletének alapvetése, hogy az érzelmi zavarok, a boldogtalanság és az őrület magjai nem bennük találhatók, hanem szüleikben, akik ezt továbbadják nekik (Steiner, 1990). Ezt a radikális álláspontot sokan elutasították.
Berne az egzisztencialista irányzat elméletére támaszkodik, és négy egzisztenciális pozíciót különböztet meg (Steiner, 1990):
1. A központi pozíció szerint „én oké vagyok, te oké vagy”. Ez az egészséges életérzés. „Én és mások is alapjában véve szeretetreméltók vagyunk, konstruktívan tudunk problémákat megoldani, képesek vagyunk társainkra és feladatainkra odafigyelni, együttműködni. Ismerjük mind magunk, mind mások jó és rossz tulajdonságait, tudomásul vesszük ezeket, és ez nem zavar abban, hogy megbecsülésünket kifejezésre juttassuk. A kimenet a siker.” (Járó, 2011, p. 76.) Amennyiben az egyéni életkörülmények miatt ettől elmozdulás következik be, az alábbi pozíciók jöhetnek létre:
2. „Én oké vagyok, te nem vagy oké.” Jellemzője az én túlértékelése, mások lebecsülése. „Gyakran ilyen az életpozíciója a túlzottan ambiciózus embereknek, akik céljaik elérésében senkire és semmire nincsenek tekintettel. Magukat tartják a helyes út egyetlen ismerőinek. A kimenet fölényeskedő durvaság vagy megmentés.” (Járó, 2011, p. 76.) Paranoid pozíció (Tudor & Hobbes, 2007).
3. „Én nem vagyok oké, te oké vagy.” Ebben a pozícióban az egyén magát másokkal összehasonlítva alsóbbrendűnek, tehetetlennek éli meg. Úgy érzi, csak vesztes, áldozat lehet. Ez az állapot visszavonulásra készteti, letörtséget vált ki. A kimenet lehangoltság (Járó, 2011). Depresszív pozíció (Tudor & Hobbes, 2007).
4. „Én nem vagyok oké, te nem vagy oké.” Az egyén úgy hiszi, hogy nem lehet őt szeretni, fél az elutasítástól, emiatt védekezésképpen minden közeledést elutasít. Kétségbeesetté válik, öngyűlölő, önpusztító gondolatai támadnak, az élet értelmét veszti. A kimenet kiúttalanság, fölöslegesség érzése (Járó, 2011). Skizoid pozíció (Tudor & Hobbes, 2007).

Berne utolsó munkájában (1972) kiterjesztette a négy két tagból álló pozíciót egy harmadikkal: ők. Ez egy jelentős és fontos változtatás volt, amelyet azóta sem fejlesztettek tovább sem TA-n belüli, sem azon kívüli körökben (Tudor & Hobbes, 2007).
A 2-4. pozíciók diszfunkcionális, zavart, boldogtalan állapotot eredményezhetnek (Steiner, 1990). Az „én oké vagyok, te oké vagy” életpozíció az a pozíció, amelyre az embernek szüksége van ahhoz, hogy teljes értékű, egészséges életet éljen. Ebben az egzisztenciális pozícióban a „hatalomtól és cselekedetektől” elvonatkoztatott álláspont kell, hogy érvényesüljön ahhoz, hogy egy bensőséges, szoros kapcsolat alakulhasson ki és ezen keresztül az érzelmi és a szociális jóllét megvalósulhasson (Steiner, 1990). Amikor egy pszichiáter ebből a pozícióból néz a többi emberre (én oké vagyok, te oké vagy, de oké az édesanyád, az édesapád, a nővéred, a bátyád, a szomszédod), akkor azonnal elszakítja magát a többi pszichiáter pozíciójától és mindattól, amit korábban tanult (Steiner, 1990). Többé már nem a neurózist, a pszichózist, a személyiségzavart, vagy egyéb pszichopatológiai kórképet keres a páciensben (ezek Berne szerint mind sértőek), hanem azt vizsgálja, aminek az adott egyén ki van téve, azokat a körülményeket, szociális interakciókat, szociális nyomásokat próbálja feltárni, amelyek viselkedését és érzelmeit nehezen megmagyarázhatóvá teszik (Steiner, 1990). Ahelyett, hogy az egyénre úgy nézne, mint valaki, aki pszichiátriai segítségre szorul, mindegy mennyire zavart, mennyire „nem oké”, azt gondolja, hogy nem a belső gyengesége, hanem a külső körülmények miatt válik pszichiátriai pácienssé az illető (Steiner, 1990). Ez a megközelítés nem új a pszichiátriában, korábban már Wilhelm Reich és Carl Rogers is értekezett róla, mégis pszichiátriai körökben kevéssé elfogadott és még kevésbé támogatott gondolat. Az „én oké vagyok, te oké vagy” pozíciójának feltétele a pszichiátriában meglehetősen rendkívüli, hiszen a pszichiáterek többsége a gyógyítás orvosi modelljét követi, mely szerint az első dolog, amelyet az orvos megtesz, amikor a pácienssel találkozik, hogy a szükséges diagnózishoz megvizsgálja, mi is a „baj” vele, azaz mitől „nem oké” (te nem vagy oké, csak ki kell találnunk, hogy miben) (Steiner, 1990).
Berne újításának lényege, hogy a TA során a figyelem nem arra koncentrál többé, hogy mi megy végbe az emberen belül, hanem arra, hogy mi megy végbe az emberek között (Steiner, 1990). Ez a törekvése találkozott Carl Rogers humanista pszichológiai irányzatának alapvetésével, mely szerint a társadalom fejlődése, a problémák kezelése egy új kommunikációs kultúra megteremtését sürgeti (Járó, 2011).

### Szerződés és közös felelősségvállalás
Berne második radikális nézőpontja azzal kapcsolatos, ahogy azokkal az emberekkel bánt, akikért dolgozott. Berne élénken próbált olyan kapcsolatokat kiépíteni klienseivel, amelyben egyenrangú félként kezelte őket. A páciens ugyanakkora felelősséggel tartozik, mint a pszichiáter, a pszichoterápia sikeressége közös céljuk (Steiner, 1990). „A szerződés, amely a szakértő és a kliens közös Felnőtt-Felnőtt felelősségvállalása a változásért, a tanulásért, az egyenlőség elve alapján (50-50%). A kliens kötelezettséget vállal a változás érdekében egy világosan megfogalmazott konkrét tevékenység teljesítésére, a szakértő pedig arra, hogy elkíséri, orientálja és támogatja őt ezen az úton.” (Járó, 2011, p. 30)
A TA-t egy szerződéses terápiás technika céljából találta fel Berne (Steiner, 1990). Gyanakvó volt az egyoldalú helyzetekkel szemben, amelyekben az egyik félnél volt az összes kártya. Berne például nagyon szerette a pókert, ahol mindenki egyenlő esélyekkel indulhat. A TA-t tehát úgy alkotta meg, hogy az egy kétoldalú, kooperatív, szerződéses folyamat legyen (Steiner, 1990).
Ez az álláspont azon a hiten alapszik, hogy mindenki, azokat az embereket is beleértve, akiket páciensnek nevezünk, birtokában van egy funkcionális Felnőtt énállapotnak, amelyet bizonyos esetekben aktiválni, bátorítani kell (Steiner, 1990).
Álláspontjának logikus következményeképp Berne például behívta betegeit azokra a kollégákkal folytatott szakmai konzultációkra, amelyek róluk szóltak. Ahogy Berne fogalmazott: „Bármi, amit nem szabad kimondani egy páciens előtt, azt nem szabad kimondani egyáltalán.” (idézi Steiner, 1990, p. 5.). Nem meglepő módon sok szakember meglehetősen kellemetlenül érezte magát az ilyen helyzetekben. Rá kellett, hogy jöjjenek, mennyire másképp, értelmetlenül és kivagyiskodó hangnemben beszélnek szakmai értekezleteken azokról az emberekről, akiket elvileg „szolgálnak” (Steiner, 1990).

### Nyelvezet
A Berne által bevezetett nyelvezet és a kommunikációs mód olyannyira szokatlan és unortodox volt, hogy emiatt azonnal összeütközésbe került a szakma képviselőivel (Steiner, 1990). Berne úgy gondolta, hogy páciensei képesek megérteni azt, amit ő gondol róluk és hogy tud velük beszélni anélkül, hogy „kioktatná” őket. Elutasította azt a megszokott pszichiátriai gyakorlatot, hogy egyfajta nyelven beszél az emberekkel és egy másfajtán a pszichiáter kollégákkal (Steiner, 1990). Ahogy kidolgozta elméletének új fogalmait, minden egyes pillanatban olyan szavakat használt, amelyek teljes mértékben érthetőek voltak a legtöbb ember számára. Például, amikor megfigyelte, hogy az emberek három teljesen elkülönülő módon cselekednek, ezt a három módot Szülőnek, Felnőttnek és Gyermeknek nevezte el, ahelyett, hogy valamilyen tudományos elnevezést adott volna nekik, mint az exteropsziché, neopsziché és archeopsziché (Steiner, 1990). Amikor az emberi kommunikációról és elismerésről értekezett, az interakciós egységet nem „interperszonális kommunikációs egységnek” nevezte el, hanem sztróknak (Steiner, 1990). Az emberek által generált problémás szociális és interakciós helyzeteket nem „szociális diszfunkcionális mintázatnak” hívta, hanem játszmáknak. Azt, ahogy az emberek korai tapasztalataik alapján élik meg életüket nem „élettartam (lifetime) ismétlési kényszernek”, hanem sorskönyvnek definiálta (Steiner, 1990).
Berne üzenete a mindennapi terminológiával világos és egyértelmű. Nem szakmatársainak elismerését kívánta kivívni, akik egyébként többségében egyetemlegesen elhatárolódtak tőle és koncepciójától, hanem azokét, akikkel együtt dolgozott, és akiknek ezáltal egy kommunikációs csatornát tudott biztosítani a kölcsönös megértés céljából (Steiner, 1990).
Ez a nyílt kommunikáció, a mindennapi terminológia, és az, ahogy a freudi „ismétlési kényszer” elmélete „pszichológiai játszmává” válik Berne teóriájában, képviselik a legnagyobb hozzáadott értéket a TA-en belül (Tudor & Hobbes, 2007). Ugyanakkor pont az említett aspektusok miatt érték Berne elméletét azok a vádak, hogy a TA nem más, mint trendi „pop pszichológia”, így tulajdonképpen ez adott alapot a TA elmélet félreértelmezésére mind a TA-n belüli, mind az azon kívüli körökben (Tudor & Hobbes, 2007).

### Gyógyítás
Berne további radikális tézise szerint minden pszichiátriai zavar gyógyítható (Steiner, 1990). Ez azt jelenti, hogy nemcsak az enyhén neurotikus, hanem a drogfüggő, a súlyos depressziós, a skizofréniás, bármilyen funkcionális pszichiátriai zavarral küzdő ember (amennyiben nincs azonosítható fizikai betegség vagy kimutatható kémiai egyensúlymegbomlás a betegség hátterében) gyógyítható (Steiner, 1990). Ez a felfogás, miszerint a pszichiáterek „meg tudják gyógyítani” a súlyos érzelmi zavarokkal küzdő embereket, valószínűleg a pszichiátria történetében az egyik legradikálisabb és legnyomasztóbb gondolat (Steiner, 1990). Berne, ettől függetlenül, hajthatatlan maradt. A tranzakcióanalitikusoknak a következő szabályt tanította: „ A tranzakcióanalitikus első körben megpróbálja meggyógyítani páciensét. Ha ez nem sikerül, akkor az elkövetkező hetet azzal tölti, hogy gondolkodik róla és újra megpróbálja egy második körben, és mindaddig ezt teszi, amíg el nem éri célját, vagy be nem ismeri kudarcát.” (idézi Steiner, 1990, p. 6.).
Az a tény, hogy a pszichiátereknek nem sok sikerük volt az alkoholisták, a skizofréniások és a depressziósok gyógyításával, Berne számára nem azt jelentette, hogy ezek a zavarok ne lennének orvosolhatók, hanem egyszerűen azt, hogy a pszichiáterek számára még nem áll(t) rendelkezésre egy hatékony megközelítési mód (Steiner, 1990).
„Gyógyítani, mindig csak gyógyítani” (idézi Stewart, 1992, p. 67.). Ez volt Eric Berne, a pszichoterapeuta célja. Számára a pszichoterápia egy aktív folyamat, melynek egyetlen valódi célja a gyógyítás. A pszichoterapeuta felelőssége, hogy szakmai képességeit a legteljesebb mértékben arra használja, hogy minél hatékonyabban és gyorsabban gyógyítson (Stewart, 1992). Berne három alapvető tanítást tartott a legfontosabbnak, amelyre minden terapeutának gondolnia kell, mielőtt nekikezd egy foglalkozásnak (Berne, 1966: 62-3, idézi Stewart, pp. 70–71.).
1. Primum non nocere – mindenekelőtt ne árts. A pszichoterapuetának mindenáron el kell kerülnie, hogy ártson páciensének.
2. Vis medicatrix naturae – a Természet gyógyító ereje. Minden ember egy belékódolt mentális és fizikális egészség drive-val rendelkezik. A pszichoterapeuta feladata, hogy elhárítsa azokat az akadályokat, amelyek útjában állnak a páciens saját magának megfelelő irányba való természetes fejlődésének.
3. Je le pensay & Dieu le guarit. – én kezelem, Isten gyógyítja. Berne szerint a terapeuta nem gyógyít, csak a tudása legjavának segítségével kezeli, vigyáz, hogy ne ártson és várja a természet segítségét, hogy véghez vigye a gyógyulási folyamatot.

Látszólag ellentmond a 2. és 3. pont Berne alaptézisének, miszerint a terapeuta dolga a gyógyítás. Berne maga ezt így magyarázta: gyógyítani a pácienst annyit tesz, hogy késszé tesszük őt arra, hogy a gyógyulás bekövetkezzen (Stewart, 1992, p. 71.). Berne egyértelműsítette, hogy a vis medicatrix naturae nem szolgáltathat kifogást elnagyolt vagy inaktív terápiás munkára. A „pácienst késszé kell tenni”, feladata megköveteli, hogy a terapeuta minden szakmai képességét felhasználja. A terapeutának kitartónak, elhivatottnak, lelkiismeretesnek és éles elméjűnek kell lennie (Stewart, 1992).

## Tranzakcióanalízis – Az elmélet

### Történeti kontextus
A TA személyiségelméleti, fejlődéslélektani és pszichopatológiai aspektusai komprehenzív terápiaelméletet kínálnak, míg kommunikációelméletre vonatkozó részei, melyeket szociális (interperszonális és extrapszichikus), illetve pszichológiai (intraperszonális és intrapszichikus) rendszerekben alkalmaznak, a csoportok és szervezetek vizsgálatához és analíziséhez kínálnak keretet (Tudor & Hobbes, 2007).
Történetileg filozófiai és intellektuális gyökerei az empirizmusból, a fenomenológiából, az egzisztencializmusból és a humanizmusból erednek (Tudor & Hobbes, 2007). Ezeket a gyökereket az amerikai, azon belül kaliforniai kultúra 60-as és 70-es évekbeli politikai radikalizmus aspektusainak kontextusa táplálja (Tudor & Hobbes, 2007).
Eric Berne-re rendkívüli hatást gyakorolt Paul Federn (1870-1950) és Erik Erikson (1902-1994) (Tudor & Hobbes, 2007). Mindkettejükkel szoros kapcsolatban állt (analízisben is részt vett náluk) és tőlük eredeztette a TA kulcselemeit, melyeket később továbbfejlesztett (Tudor & Hobbes, 2007):
- Federn énpszichológiája alapján fejlesztette tovább Berne az énállapotok személyiségmodelljét
- a Federn által vizsgált, pszichiátriai kórházakban kezelt, súlyosan zavart páciensek esettanulmányai nagy hatással voltak Bernre: Berne a TA-t modellként dolgozta ki a zavart gondolkodás (kontamináció) és a regresszivitás (exklúzió) megértésére és az azokkal való munkára
- Erikson strukturált és szekvenciális emberi fejlődéselmélete vált az alapjává a TA sorskönyvelméletének
- Erikson nézete, mely szerint a személyiség csak annak pszichoszociális kontextusában érthető meg, Berne TA elméletének alapjává vált. Ez a „szociális pszichiátria” (lényegében csoportos pszichoterápia).

### Berne játszmaelméletének gyökerei
Berne az emberi játszmákról szóló tanítással fókuszba emelte az intrapszichikus folyamatok mellé az emberek között zajló kommunikációs történések, a tranzakciók mélyreható és strukturális elemzését (Járó, 2011). Gyógyító munkájának középpontjába a játszmákat állította, mint olyan kommunikációs zavarokat, amelyek képesek végzetesen is megmérgezni az emberi kapcsolatokat (Járó, 2011).
Freud „ismétlési kényszer” koncepciója csupán az általános hátteret szolgáltatta Berne játszamelméletéhez (Stewart, 1992). Huizinga munkájának volt a legnagyobb hatása erre az elméletre, amely rávilágított, hogy az emberi „játék” a legkevésbé sem játékos. Épp ellenkezőleg, néha akár halálosan komoly üggyé válhat (Berne, 1961, Huizinga, 1955, idézi Stewart, 1992, p. 44.). Berne Gregory Bateson és munkatársai munkáját is idézi. Bateson is a kétszintű kommunikációt tanulmányozta, amelyet később Berne tranzakcióknak nevezett el. Bateson és munkatársai fogalmazták meg, hogy egy nyílt „ez játék” üzenet miképpen rejthet egy tudattalan, rejtett „ez nem játék” üzenetet. (Berne 1961: 84, Bateson et al. 1956, idézi Stewart, 1992, p. 44.)
Berne tett továbbá összehasonlítási kísérleteket saját TA játszmaelmélete és az akkoriban formálódó matematikai játékelmélet között. Ezek ugyanakkor elég gyengének bizonyultak, így a későbbiek során sem Berne, sem más TA teoretikusok nem foglalkoztak ezzel (Stewart, 1992).

### Berne sorskönyvelméletének gyökerei
Berne sorskönyvelmélete korábbi pszichoanalitikus írók gondolataira épül, melyek a dráma, a mítosz és a legenda emberi pszichológiában betöltött szerepét taglalták. Freud maga is egy görög drámából, az Oidipuszból merített elméletéhez (Stewart, 1992). Berne kiemelte, hogy Freud néhány követője (pl. Otto Rank) az emberi élet útjait egy drámajáték keretében értelmezték (Berne 1972: 58; Rank 1910, idézi Stewart, 1992, p. 46.). A heterodox poszt-freudianusok közül Berne Jungot idézi, aki a mítoszra és a mesére, valamint az archetípusokra és a perszónára fókuszál (Jung, 1946, idézi Stewart, 1992, p. 46.). Ugyanakkor Alfred Adler az, aki a „legközelebb áll ahhoz, hogy úgy beszéljen, mint egy sorskönyvelemző” (Berne, 1972: 58-9; Adler, 1963, idézi Stewart, 1992, p. 46.). Berne elismerően idézi Adler az „élet céljáról” megfogalmazott koncepcióját és felvetését, miszerint az egyén tudattalan módon egész életét egy meghatározott életcél irányában éli, pontosan úgy, ahogy a dráma halad a finálé felé (Stewart, 1992)
Berne sorskönyvelméletére nagy hatással volt Joseph Campbell is, aki a mítosz és a legenda emberi pszichológiában betöltött központi szerepéről értekezik. Berne Campbell könyvét („The Hero with a Thousand Faces”) így jellemzi: „a legjobb szövegkönyv a sorskönyvelemzéshez”. (Berne, 1972: 47; Campbell 1949, idézi Stewart, 1992, p. 46.).
Kortársai közül Berne Erik H. Erikson nevét említi meg, aki többek között azt tanulmányozta, hogy az emberek miként követnek egy életciklust, amely születéstől halálig tart (Erikson 1950, idézi Stewart, 1992, p. 46.). Berne megjegyzi, hogy Ronald David Laing, aki Berne-től és társaitól függetlenül dolgozott, egy hasonló elméletet és terminológiát fejlesztett ki, amely nagyban hasonlatos a sorskönyvelemzésben használttal. (Laing 1976, idézi Stewart, 1992, p. 46.).
A TA területén belül fontos korai hozzájárulások születtek a sorskönyvelmélet megalkotásához. A San Franciscó-i szemináriumból kiemelendő Claude Steiner neve, aki kidolgozta a sorskönyv mátrixot (Stewart, 1992).

### A tranzakcióanalízis-elmélet szerkezeti felépítése
Berne a TA elméletet négy összetevő sorozataként határozta meg, amelynek mindegyike az őt megelőző megértésére épül (Stewart, 1996):
1. strukturális analízis (az énállapot modell)
2. tranzakcióanalízis
3. játszmaanalízis
4. sorskönyvanalízis.

#### Az énállapot modell
Az énállapot az érzések és a tapasztalatok konzisztens mintázata, amely közvetlen kapcsolatban áll egy annak megfelelő viselkedéses mintázattal (Stewart, 1996). Berne nem használta a „gondolatok” szót, de a kontextusból egyértelmű, hogy a „gondolatok” a „tapasztalatok” része. Másképpen megfogalmazva az énállapot a viselkedés, a gondolatok és az érzések konzisztensen összefüggő készlete (Stewart, 1996).
A TA három fő énállapotot különít el, ezeket a nagy kezdőbetűvel írt Szülő, Felnőtt és Gyermek elnevezésekkel jelöli. Az énállapot modell egy strukturális modell, amelynek segítségével feltárhatók a személyiség különböző aspektusai. A TA-ban strukturális megközelítésnek minősül, amikor az elemzés az énállapotok tartalmára, eredetére irányul és funkcionálisnak, amikor a cél annak a folyamatnak a megfigyelése, ahogy az énállapotok alkalmazása történik, azaz, hogy milyen a jelenben zajló viselkedés jellege és hatása (Járó, 2011).
Berne a személyiséget komplex rendszerként fogja fel, amelyet különböző fejlődési szinteknek megfelelő struktúrák alkotnak (Tudor, 2001):
1. Az elemi ösztönök, drive-ok, alapvető szükségletek és elsődleges érzelmi tapasztalások szerveződésének rendszere a Gyermek énállapot, az archeopsziché.
2. Az introjektált pszichikus tartalom szerveződés rendszere a Szülő énállapot vagy exteropsziché.
3. Az itt és most elemzésére képes kidolgozott rendszer a Felnőtt énállapot vagy neopsziché.

Amikor az egyén úgy viselkedik, érez és gondolkodik, ahogy azt a szüleitől, vagy számára szülőfigurát jelentő személytől látta, akkor Szülő énállapotban van. Amikor az egyén viselkedését, gondolkodását és érzéseit tekintve azt éli meg, mint gyermekkorában, akkor Gyermek énállapotban van. Amikor az egyén úgy viselkedik, gondolkodik, érez, hogy az arra válaszol, ami éppen körülötte történik itt és most és minden rendelkezésére álló forrást úgy használ fel, mint egy felnőtt ember, akkor Felnőtt énállapotban van (Járó, 2011).
Ahogy a fent vázolt személyiségstruktúra és a fenomenológiai realitások tükrözik, mind a Szülő (az Introjektált Szülő), mind a Gyermek (az Archaikus Gyermek) énállapotok a múlt visszhangjai, míg a Felnőtt (Integrált vagy Integráló Felnőtt) a jelenbeli, vagy jelenközpontú állapot (Tudor, 2001). A TA irodalomban nagy figyelmet fordítottak a múltra (a Szülővel és a Gyermekkel való munkára) strukturális és fejlődési modellek, módszertan és technikák viszonylatában, azonban meglehetősen kevéssé kidolgozott terület a Felnőtt énállapot (Tudor, 2001).

#### Időstrukturálás
Az idő dimenzió központi szervező elv a TA elméletben, amely az énállapot modell szívében helyezkedik el (Stewart, 1996). Berne az idő strukturálásának 6 módját különítette el (Stewart, 1996):
1. visszavonulás
2. rítus
3. időtöltés
4. aktivitiás
5. játszma
6. intimitás.

Ezeknek főként kapcsolati kontextusban van nagy szerepük, pl. játszmázás az intimitás elkerülésére, a rítus szerepe a társasági és kulturális életben, az időtöltés fontossága (pletyka) a munkában és az időbeosztásban.
Tudor (2001) szerint ez a kategorizáció a posztmodernizmus fényében modernista kísérletnek tűnik az időelmélet strukturálására. Néhány tranzakcióanalitikus továbbfejlesztette ezt az elméletet. Stewart szerint (idézi Tudor, 2001, p. 11.) az egyén gyökerei a jövőből erednek (nem a múltból), a cselekvés és a változás a jelenben megy végbe, a múlt pedig csupán információhordozó.
További posztmodernista kritika az idő strukturálásával kapcsolatban (Allen & Allen, 1997, idézi Tudor 2001, p. 12.): „a hagyományos TA során elfogadjuk azt az elképzelést, hogy a múlt meghatározza a jelent, a jelen pedig a jövőt. Ugyanakkor, szintúgy elképzelhető – és klinikailag gyakran egyértelmű –, hogy a jelen kiszínezheti múltbeli emlékeinket. Ahogy a jelenünk változik, úgy változhatnak vele emlékeink és a múlt megértésére való törekvéseink. A múlt nem egy állandó, változtathatatlan, monolitikus struktúra.”

#### Sorskönyv
Erskine (2010) 1967-ben hallotta először a sorskönyv fogalmat Fritz Perls-től, a Gestalt terápia egyik alapítójától. Fritz egy szakmai tréningen beszélt hosszasan arról, hogy a sorskönyveket miként alakítják megélt tapasztalatainkon, megszokásainkon, beidegződéseinken alapuló attitüd- és viselkedési mintázataink (Erskine, 2010). Erskine (2010) ekkor még a Gestalt terápiaelmélet részének tekintette a sorskönyveket, és csak később, egy TA tréningen mélyült el a témában. Eric Berne neve akkor már jól csengett szakmai körökben és Erskine izgatottan vetette bele magát az új irányzat tanulmányozásába (Erskine, 2010).
A TA kezdeti szakaszában Berne még klasszikus pszichoanalitikusnak számított módszereit illetően (Steiner, 1990). A sorskönyv-koncepció azonban a TA elmélet része volt már a kezdetektől fogva. A TA-ról szóló első könyvében (Berne, TA in Psychotherapy, 1961, idézi Steiner 1990, p. 13.) így ír: „Úgy tűnik, a játszmák részei egy nagyobb egésznek, egy komplexebb tranzakciós készletnek, amelyet sorskönyvnek hívnak… A sorskönyv a tranzakciók egy komplex készlete, természetéből fakadóan ismétlődő, de nem szükségszerűen ismétlődik, mert a teljes végrehajtása akár egy egész élettartamra is kiterjedhet…”
Berne úgy vélte, a sorskönyvek az ismétlési kényszer eredményei. Az ismétlési kényszer pszichoanalitikai fogalom, amely szerint az emberek hajlamosak arra, hogy rendszeresen megismételjenek boldogtalan gyermekkori eseményeket (Steiner, 1990). Berne úgy érezte, a sorskönyvanalízis feladata, hogy felszabadítsa az embereket ezen események újraélési kényszere alól és elindítsa őket egy másik úton (Steiner, 1990). Berne azon a véleményen volt, hogy a csoportterápia a legalkalmasabb eszköz arra, hogy információt szolgáltasson a sorskönyvről. Egy néhány hetes csoportterápia több információval látta el az egyénről, mint több hónapos kanapén fekvés (Steiner, 1990).
A sorskönyv a tudattalan kapcsolati mintázatok komplex összessége, amely pszichológiai túlélési reakciókon, implicit tapasztalati konklúziókon, explicit döntéshozáson és/vagy önszabályozó introjekciókon alapul (Erskine, 2010). Ezek jellemzően stresszhelyzetben kerülnek elő, bármely fejlődési szakaszban. A stresszhelyzetek gátolják a spontaneitást és korlátozzák a megoldóképesség rugalmasságát, az egészség fenntartását és a szociális kapcsolatokat (Erskine, 2010).
A sorskönyvet leginkább csecsemők, kisgyermekek, serdülők készítik, de olykor felnőttek is. Az egyén a sorskönyv segítségévél küzd meg azokkal a jelentős, függőségi kapcsolatokban bekövetkező problémákkal (törésekkel, zavarokkal), amelyek hatására sorozatosan kudarcot vall lényegi fejlődési szükségletei területén (Erskine, 2010). A sorskönyvek tehát jelentős, függőségi kapcsolatok területén megjelenő sorozatos (kumulatív) kudarcok eredményei (Erskine, 2010). A sorskönyvek a pszichológiai szerveződés és az önszabályozás tudattalan rendszerei, amelyeket az implicit emlékek formálnak és pszichológiai diszkomfortban, hangulati maximalizálásban vagy minimalizálásban, és a mindennapi élet transzferenciáiban nyilvánulnak meg (Erskine, 2010).
Ezek a tudattalan kapcsolati mintázatok, sémák, vagy élettervek befolyásolják a reakcióinkat és elvárásainkat, amelyek meghatározzák világunkat, azt, hogy milyen emberek vagyunk, de a másokkal folytatott interperszonális kapcsolatok minőségét is (Erskine, 2010). 
Eric Berne, a tranzakcióanalízis elméletének kidolgozásakor a korábban említett tudattalan mintázatok, sémák, archaikus lenyomatok összességét sorskönyvnek nevezi (Erskine, 2010). Berne eredetileg „extenzív tudattalan élettervnek” (Berne, 1961 p. 23. idézi Erskine, 2010, p. 2.) definiálja a fogalmat, amely „a korai gyermekkori drámákat” tükrözi. Ezek a „gyermekkori reakciók és tapasztalatok eredői, vagy pontosabban adaptációi”. (Berne, 1961, p. 116. idézi Erskine, 2010, p. 2.) Később úgy fogalmaz (Berne, 1972, p. 442, idézi Erskine, 2010, p. 2.), „a sorskönyv egy gyermekkorban kialakított, szülők által megerősített, a későbbi események által igazolt és az egyén választásaiban megjelenő, nem tudatos életterv.”
Fritz Perls, a Gestalt terápia jeles képviselője szintén „élet-forgatókönyvnek” (life script) nevezi ezeket az önmegerősítő, repetitív konklúziókat és mintázatokat, melyek az élet korai szakaszában alakulnak ki és az „élettervben” érhetők tetten (Erskine, 2010). Alfred Adler „életstílusként” (life style) utal az említett mintázatokra, sémákra. Sigmund Freud a „ismétlési kényszer” (repetition compulsion) kifejezést használja a jelenség leírására (Erskine, 2010). Kortárs pszichoanalitikusok a fejlődési értelemben előre megformált mintázatokat „tudattalan fantáziának” (unconscious fantasy), illetve „sémáknak” nevezik (Erskine, 2010). Az általános pszichológiai irodalom ezeket a sémákat, tudattalan terveket, sorskönyveket „kognitív struktúráknak” írja le, amelyek az egyén szerveződésén keresztül annak hiedelmeinek, gondolatainak, attitüdjeinek és elvárásainak összességét tükrözik (Lewin, 1951, idézi Erskine, 2010, p. 3.)
Stewart és Joines (1987) az alábbi pontokban foglalták össze a sorskönyvelmélet legfontosabb jellemzőit (idézi Tudor, 2001, p. 25.):
- a sorskönyv egy specifikus életterv – és ez a specificitása adja az alapját a TA sorskönyvelméletnek
- a sorskönyv egy végeredmény felé halad – ez általában egy végső/záró jelenetben fejeződik ki
- a sorskönyvről döntünk – így egyben újradöntünk
- a sorskönyvet a szülők (vagy szülőfigurák) erősítik meg – ezeket a hatásokat a sorskönyvmátrix eszközeivel lehet elemezni (Steiner, 1966)
- a sorskönyv nem tudatos – Berne úgy fogalmaz: pre-tudatos
- a „realitás” újradefiniálódik azért, hogy igazolja a sorskönyvet – pl. az egyén a saját referenciatartományában interpretálja a valóságot.

A sorskönyelmélettel kapcsolatos további kutatások – főként konstruktivista – eredményei szerint a sorskönyv kulturális meghatározottságú (White and White, 1975), ko-kreált (Cornell, 1988), és az egyén számos sorskönyvvel rendelkezik (Allen and Allen, 1995) (idézi Tudor, 2001, p. 25.).

### 5. A TA pszichoterápia célja: sorskönyv-gyógyítás
A pszichoterápia célja, hogy a „sorskönyvet gyógyítsa”. A pszichoterápiának ötvöznie kell a pszichoterápia affektív, viselkedéses, kognitív és fiziológiai dimenzióit, hogy a tudattalan tartalmak felszínre kerüljenek és ezáltal orvosolhatók legyenek (Erskine, 2010).
Berne szerint a sorskönyvet három erő állíthatja le (Járó, 2011):
1. Nagy horderejű események: háborúk, éhínségek, járványok.
2. Nagy jelentőségű emberi kapcsolatok, szerelmek, barátságok, ide tartozik a pszichoterápia is.
3. A személynek saját autonóm elhatározásból történő újradöntése. (Ez olyan személyek esetében történhet meg, akiknek sorskönyve bizonyos mértékig teret enged az autonóm döntéseknek.)

Általánosságban beszélve a TA terápia célja az autonómia elérése (Tudor & Hobbes, 2007). A TA terapeuta tudatában van, hogy az autonómiának három dimenziója van: tudatosság, spontaneitás és intimitás (Tudor & Hobbes, 2007). A tudatosság az, amikor az egyén el tudja különíteni az énállapotokat. A tudatos ember mind tapasztalatilag, mind kognitívan tisztában van vele, hogy regresszív élményei a Gyermek énállapothoz köthetők, az introjektált élmények a Szülő énállapothoz, és tudja, hogy a Felnőtt énállapot részeit azok az élmények képzik, amelyek az itt és mostban történnek (Tudor & Hobbes, 2007). A tudatosság tehát az énismeret, öntudat. A tudatosság azt jelenti, hogy képesek vagyunk a valóságot az itt-és-most-ban megélni, közvetlenül az érzékeinkre hagyatkozva, előfeltevések és értelmezés nélkül. A spontaneitás, az autonómia második összetevőjének lényege, hogy az egyén, növekvő tudatosságának következtében, szabadon váltogathatja énállapotait. A spontaneitás tehát az, amikor képesek vagyunk tetszésünk szerint választani az elvileg lehetséges érzések, gondolatok és viselkedésmódok közül, és szabadon választjuk meg azt is, hogy az adott pillanatban melyik énállapotba helyezkedünk. Az intimitás azt jelenti, hogy kommunikációs partnerünkkel nyílt, hátsó célok és titkos üzenetek nélküli tranzakciókat váltunk, őszintén és cenzúrázatlanul kifejezve érzéseinket és szükségleteinket (Tudor & Hobbes, 2007).
A sorskönyv gyógyítása az elemzésére kialakított számos eredeti módszer révén az egyén autonómiájának elérését veszi célba, hogy kiszabadulhasson sorskönyvének rabságából (Járó, 2011).

## Tranzakcióanalízis – TA irányzatok

### Klasszikus iskola
A TA klasszikus iskolája képviseli a TA eredeti verzióját, úgy, ahogy azt Eric Berne és a San Franciscó-i szeminárium kidolgozta. A szeminárium tagjai: Claude Steiner, Steve Karpman, Jack Dusay, Muriel James, Fanita English és Franklin Ernst. A TA úttörő csoportja különös hangsúlyt fektetett az olyan fogalmak kifejlesztésére, amelyeket könnyű volt megragadni, mégis komplex emberi viselkedéseket és belső folyamatokat írtak le (Widdowson, 2009). Szintén nagy hangsúlyt fektettek a diagram koncepciókra (Widdowson, 2009).
A TA klasszikus megközelítése erőteljesen hangsúlyozza a páciens közvetlen megfigyelésének fontosságát a pszichoterápiában (Widdowson, 2009). A klasszikus TA terapeuták az intuíciójukat is használják a diagnózishoz. A megfigyelést és az intuíciót kombinálták az elmélettel és a világos terápiás alapokkal. Berne-t továbbá a humor terápiás használata is érdekelte, amely mint eszköz a Felnőtt énállapotot hozza elő a páciensből, hogy újraértékeljen egy szituációt vagy egy hiedelmet (Widdowson, 2009).
A terápia strukturális analízis, játszmaelemzés és sorskönyvelemzés sorozatából áll. A terápia kezdeti célja, hogy a Felnőtt énállapotot „fertőtlenítsék” és azonosítsák a páciens különböző gondolatainak, érzelmeinek, hiedelmeinek strukturális eredetét (Widdowson, 2009). Hasonlóan a Gestalt terápiához, a TA klasszikus iskolája is azt vizsgálja, hogy a páciens énállapotai és sorskönyve hogy nyilvánulnak meg az itt és mostban.
A 3P (protection, permission, potency) a TA klasszikus megközelítésének alapelemei (Widdowson, 2009). A terapeutának folyamatosan ellenőriznie kell saját munkáját annak érdekében, hogy elégséges védelmet, hozzájárulási lehetőséget és hatalmat biztosítson a páciens számára ahhoz, hogy az elköteleződjön a terápiás munka irányában. Ez elengedhetetlen annak érdekében, hogy megtörténhessen a sorskönyv-gyógyítás (Widdowson, 2009).
A klasszikus iskola nyomdokaiban számos TA elméletet továbbfejlesztő irányzat, illetve iskola alakult ki, ebből négyet mutatunk be.

### Újradöntési Iskola (Redecision school)
Robert Goulding és Mary Goulding, akik tagjai voltak Berne San Franciscó-i szemináriumi csoportjának, az 1970-es évek második felétől lépnek fel a TA radikális újítóiként (Járó, 2011). Ők a sorskönyvet nem egyszerűen szülői hatások termékének tekintették, hanem a gyermek saját korai döntéseit tartották meghatározónak. Berne szerint egy „új életről való döntést” (újradöntést) a Felnőtt énállapotban kell meghozni, ezzel szemben az Újradöntési Iskola azt vallja, hogy mivel a sorskönyvről gyermekkorunkban, Gyermek énállapotunkban döntünk, ezért az újradöntést is abban kell meghoznunk (Widdowson, 2009). Terápiás módszereiket tehát ez irányban fejlesztették tovább.
Munkájuk során gyakran találkoztak azzal, hogy a páciens egyfajta mágikus és önvédelmi gondolkodással rendelkezik, Gyermeki énállapotukban hozott döntéseiket nem változtatják meg addig, amíg valaki más (általában a szülő) nem változik meg (Widdowson, 2009). Tipikus Bosszúálló Gyermek énállapotbeli reakció például az „addig beteg maradok, amíg bocsánatot nem kérsz” esete (Widdowson, 2009). Ezek kiküszöbölésére dolgoztak ki technikákat, mivel ezek a mélyen rögzült hiedelmek jelentik a legnagyobb akadályokat a páciens terápiája során. Az Újradöntési iskola gyógyítói munkájuk során a Gyermek énállapoton belüli zsákutcák feloldására, a Szabad Gyermeki energiák felszabadítására koncentrálnak (Járó, 2011).
Kritika: a Gouldings terápiamodellt maratoni felállításban fejlesztették ki, aminek következtében a páciensek intenzív, hosszú terápián vesznek részt (Widdowson, 2009). A maratoni terápiás forma intenzív atmoszférája gyors és mély változásokat eredményez a résztvevőkben. Ez a forma azonban nem megfelelő az egyéni magánpraxisban folytatott terápiás kezelések esetében. Az újradöntés-terápia technikái gyakran drammatikusak és mélyrehatóak, így komoly katarzist élhet meg a kezelt egyén. Ez nagyon csábító, mivel a terapeuta azt gondolhatja, hogy a katarzis maga az igazi változás. Azonban elképzelhető, hogy többnyire arról van szó, hogy a páciensek valóban „keresztül mennek ezen az intenzív érzelmi állapoton” és meghoznak néhány újradöntés-részletet, ugyanakkor valódi személyiségváltozás nem megy végbe (Widdowson, 2009).

### Újraszülősítési iskola
Az Újraszülősítési, vagy más néven Kathexis iskola fő képviselője Jacqui Schiff, aki szintén tagja volt Berne szemináriumainak. Új terápiaelméletének lényege, hogy „megengedi” a páciensnek a visszatérést a Gyermek énállapotba és azt, hogy ezen keresztül új Szülő énállapotokat dolgozzon ki magának (Widdowson, 2009). Ez az iskola úgy véli, hogy a pszichopatológia természete kétoldalú: a problémák 1. fejlődési deficitekből / rendellenességekből alakulnak ki és / vagy 2. egy defektív vagy patologikus Szülő énállapot meglétéből (Widdowson, 2009). Módszereiket úgy fejlesztették ki, hogy mind a Gyermek énállapotban megjelenő fejlődési deficitre, mind a szisztematikusan érzelmi energiát nem hordozó Szülő énállapotra megoldást nyújtson. Cél, hogy az egyén egy új, pozitív Szülő énállapotot reintrojektáljon (Widdowson, 2009). Schiffék nem alkalmaztak gyógyszeres terápiát, csak pszichoterápiát, illetve reaktív környezetet teremtettek, amelyben a kliensnek lehetősége volt saját problémáiról gondolkodni és azokra reflektálni (Widdowson, 2009).
A pszichoterápia a Gyermek énállapotban működő mágikus Szülőiben halmozódó feszültség csökkentésére, az ún. detektálásra irányul. Törekvése az itt koncentrálódó energia átirányítása a terápia során kiépülő új Szülői tartományba (Járó, 2011).
Kritika: a tiszta gondolkodásra és a „válj Felnőtté” társadalmi szintjére helyezett hangsúlyok ellenére a Kathexis iskola által kínált környezet pszichológiai szinten inkább felhívás volt a „maradj a Gyermek énállapotban”-ra. A Kathexis programban résztvevők azt állították, óriási nyomás volt az egyéneken, hogy visszafejlődjenek (regress) egyfajta gyermeki állapotba. Ez a látszólagos ellentmondás sok páciens számára zavarónak bizonyult (Widdowson, 2009).

### Radikális Pszichiátria (RP)
A Claude Steiner és Hogie Wyckoff nevével fémjelzett irányzatra erőteljes hatással volt Karl Marx, Wilhelm Reich és R. D. Laing munkássága, amelyet a TA elmélettel, azon belül főként annak a tranzakcióelemzéssel, az elnyomás és a felszabadítás interperszonális mechanizmussal foglalkozó részeivel kombináltak (Widdowson, 2009). Ahogy Steiner fogalmaz (idézi Widdowson, 2009, p. 29): „A RP az emberi érzelmi zavar elmélete és az annak kezelésére kifejlesztett módszerek összessége.”
A RP központi elve, hogy a pszichiátriai problémák az elidegenedés manifesztációi, amelyek az elszigetelt egyén félreértelmezett (misztifikált) elnyomásérzetéből erednek (Widdowson, 2009). Az elnyomó társadalmi struktúrák és a rejtélyes mítoszok előmozdítják az érzelmi izolációt. 
Az elidegenedés képlete (Widdowson, 2009): 
- Elidegenedés = Elnyomás + Misztifikáció + Izoláció

A RP szerint az elszigetelődés feloldása kapcsolatépítésen keresztül valósítható meg, ezen kívül tudatosságra van szükség, hogy az elnyomás misztifikációja megszűnjön. A cselekvés az elszigetelődés ellen való küzdelemhez fontos (Widdowson, 2009). A RP által kidolgozott képlet (Widdowson, 2009):
- Hatalom a világban = Kapcsolat + Tudatosság + Cselekedet (Akció)

A RP ellenzi a pszichoterápia medikalizációját, a pszichiátriai zsargon használatát, a diagnosztikai címkézést, mert ezek az elnyomásnak és az elidegenítésnek a példái, amelyek az elszigetelődött egyént érzelmi szinten tovább nyomasztják (Widdowson, 2009).
A RP fő terápiás módszere a csoportterápia. A faji, nemi, homofób, korra vonatkozó, társadalmi osztályra vonatkozó előítéletekből eredő hatalmi harcok demisztifikációja szükséges az elnyomásérzés feloldásához, ez csoportterápia keretein belül valósítható meg a leginkább (Widdowson, 2009). Az egalitárius és kooperatív kapcsolatok kiépítése a csoporttagok között alapvető fontosságú. A kölcsönösen támogató környezetben a csoporttagok bátorítva érzik magukat, hogy nézzenek szembe és vessék el Kritikus Szülői énállapotukat és sorskönyvüket (Widdowson, 2009).
Kritika: a RP koncepcióját széles körben alkalmazták, részben a feminizmus befolyásának növekedésének következtében. Egy olyan tudatos irányzatot jelenít meg, amely orvosi és pszichiátriai közegben – szélesebb társadalmi kezdeményezésekkel egyetemben – az egyenlőséget képviseli (Widdowson, 2009). Emiatt a RP néhány elve mára már idejétmúltnak tekinthető: kulturális, illetve történeti értelemben leginkább az 1960-as évekbeli radikális társadalmi folyamatokhoz köthető. A RP-t továbbá gyakran éri az a kritika, hogy túlságosan elméleti irányzat és nem kínál könnyen, illetve egyértelműen alkalmazható pszichoterápiás technikákat (Widdowson, 2009).

### Integratív tranzakcióanalízis (ITA)
Az Integratív TA, mely Richard Erskine, Rebecca Trautmann és Janet Moursund nevéhez fűződik, a szelf-pszichológia, a Gestalt és a személyközpontú terápiás irányzatok integratív megközelítése (Widdowson, 2009). A többi TA megközelítéshez hasonlóan az ITA szerint a kötődésre és kapcsolatra való igény alapvető emberi szükséglet. Az érzelemgazdag kapcsolatok hiánya, a kapcsolati érintkezés megszakadása, illetve kapcsolati traumák a pszichopatológia fő forrásai (Widdowson, 2009). A kapcsolatok (kapcsolati problémaként) a fájdalom elsődleges forrásának tekinthetők, ugyanakkor azok (főként a terápiás kapcsolatok) egyben a változás és a gyógyulás alapvető eszközei is (Widdowson, 2009). A terapeuta próbál érzelemmel teli (contactful) kapcsolatot kiépíteni a pácienssel, amely biztonságos környezet biztosít neki, így abban megnövekedhet tudatossága.
Berne a Gyermek és a Szülő énállapotokat fixált énállapotoknak jellemzi (Widdowson, 2009). Erskine ezt a nézetet megtartja és úgy véli, a változás folyamatában az egyénnek meg kell küzdenie azzal a traumával, amely kiváltotta a fixációt és ezt az élményt integrálnia kell a Felnőtt énállapotba (Widdowson, 2009).
Az ITA elismeri, hogy az emberek alapvetően kapcsolatkeresők és egymástól függenek egész életük során. Mind a belső, mind a külső kapcsolatok esszenciális részei az egészséges emberi működésnek. Az ITA érzékeny és empatikus terápiája az érdeklődés (enquiry), a ráhangolódás (attunement) és a bevonódás (involvement) módszerein alapszik.
Kritika: az ITA-val szembeni fő kritika, hogy az regresszív technikái miatt, egy infantilizáló megközelítésnek tekinthető. Bár az ITA a TA énállapot- és sorskönyvelméletein alapul, kritikusai szerint túlságosan eltér a TA elmélettől és gyakorlattól.

### Fejlesztési (developmental) tranzakcióanalízis
A "fejlesztési" kifejezést azért vezették be, hogy megkülönböztessék azokat a TA-alkalmazásokat, amelyek inkább a növekedéssel és fejlődéssel, mint a "gyógyítással" foglalkoznak.  Amikor a TA-alkalmazások különböző területeit először vezették be, azokat "speciális területeknek" nevezték.  A terápiás alkalmazást "klinikai" területként ismerték, amit ma természetesen pszichoterápiás területnek neveznek. Julie Hay (a developmental TA iskola megfogalmazója) számára azonban mindig úgy tűnt, hogy a TA-ban a speciális területeken dolgozó szakemberek az itt és mostban való működésre és az átvitel távol tartására helyezték a hangsúlyt, míg a terapeuták regresszióval dolgoztak, és valójában az átvitelt használták a kliensek segítésére.  Ez nem azt jelenti, hogy a fejlesztési TA kliensek soha nincsenek regresszióban vagy nem jön létre velük áttétel; úgy értem, hogy inkább azon dolgozunk, hogy visszahívjuk őket az itt és mostba, mintsem hogy közvetlenül ezekkel a jelenségekkel dolgoznánk.
Mi a közös örökségünk más irányzatokkal?
A Fejlesztési TA-nek számos fő jellemzője van, amelyek közül néhány természetesen közös a Pszichoterápiás TA-val, mások pedig megkülönböztetik a két átfogó megközelítést.
A közös alapelvek közé tartozik a megkülönböztetésmentes, a sokféleséget minden formájában tiszteletben tartó magatartás iránti elkötelezettségünk, a szerződéskötés alkalmazása, hogy az ügyfelekkel együtt, és ne rajtuk dolgozzunk, az okéssággal kapcsolatos alapfilozófiánk, az etikai kódexek és szakmai gyakorlatok betartása, valamint a folyamatos szakmai és személyes fejlődés érdekében önmagunk elemzésére és a szupervízió igénybevételére való nyitottságunk.
Ezenkívül mindannyian ugyanazokra a TA elméletekre hivatkozunk, bár eltérünk abban, hogy melyiket alkalmazzuk leggyakrabban, milyen elméleti mélységbe megyünk bele, és milyen nem TA elméleteket használunk a TA mellett vagy azzal kombinálva.
Van tehát egy erős közös örökségünk, amely TA-közösségként összetart bennünket.  Ez azért fontos, mert lehetővé teszi számunkra, hogy tanuljunk egymástól.  A hasonló koncepciók különböző helyzetekben való alkalmazása mindannyiunk számára sok értéket teremt.
Egészség vagy patológia?
Amikor a különbségekre térünk, az egyik legjelentősebb az, hogy a patológia helyett az egészségre helyezzük a hangsúlyt.  A FTA alapja az, hogy a hangsúlyt arra helyezi, hogy az emberek megtanulják, hogyan fejlesszenek ki több opciót az egészséges működésre, és nem arra, hogy közvetlenül a patológiával foglalkozzanak.  Ezért ugyanazokkal az elméletekkel dolgozunk, de gyakran egyszerűsített formátumot dolgozunk ki, amely a laikusok számára könnyebben érthető.  És bár minden TA elméleti megközelítésből merítünk, beleértve most már a kokreatív (Summers & Tudor 2000) megközelítést is, munkamódszereink az eredeti klasszikus TA módszertanhoz állnak a legközelebb.  Berne azt mondta, hogy tanítsuk meg az ügyfeleknek az elméletet, és később aggódjunk az elemzés miatt, ha arra még szükség van - mi úgy találjuk, hogy a TA tanítása gyakran elég ahhoz, hogy az emberek jelentős változásokat érjenek el, amint rájönnek, hogy a korlátaikat maguk szabták meg.
A patológia nyilvánvalóan mindannyiunknál felmerül időről időre, de a FTA-gyakorló olyan módokat keres a klienssel való kapcsolatteremtésre, amelyek megkerülnek minden patológiát.  Rendszerszemlélettel tekintve, azon az alapon működünk, hogy a mintáink úgy kapcsolódnak egymáshoz, mint a pókháló, amelynek középpontjában az alapvető hiedelmek, a külső peremén pedig a megfigyelhető viselkedésmódok vannak.  Így a háló bármelyik pontján bekövetkező változás visszhangra talál, és valószínűleg máshol is okoz kapcsolódó változásokat.  A háló középpontján dolgozó PTA-gyakorlók segítenek az ügyfeleknek abban, hogy megváltozott viselkedéseket hozzanak létre, miközben megváltoztatják alapvető hiedelmeiket: A viselkedés perifériáján dolgozó FTA szakemberek abban fogják segíteni az ügyfeleket, hogy kezdeményezzék a központi meggyőződések megváltoztatását.  Mindkét esetben a kliens elvégzi a korrekciót, hogy elkerülje a kognitív disszonancia (Festinger 1957) kellemetlen érzését - mindannyian jobban szeretjük, ha a meggyőződéseink és a viselkedésünk koherensnek tűnik.
A FTA-gyakorlók a változást és a növekedést a physis (Berne 1957) TA-fogalmának hangsúlyozásával támogatják – ami minden élőlénynek a növekedésre és fejlődésre való késztetése.  Használhatjuk a sorskönyv fogalmát is, hogy az emberek megértsék, hogyan korlátozódhatott a physis, miközben felnőttek.  Így inkább fejlődési, mint determinisztikus sorskönyvekről beszélünk, arra bátorítva az embereket, hogy felismerjék, hogy megváltoztathatják a gyermekkorukban hozott döntéseiket, és improvizációs színházat (English 1988) működtethetnek ahelyett, hogy megragadnának olyan módokon, amelyek talán segítettek nekik a túlélésben, amikor fiatalok voltak, de a jelenlegi körülményeik között nem relevánsak.
A physis megértéséhez segít elképzelni, hogy az emberek olyanok, mint a növények, amelyeket lebetonoztak, de még mindig a nap felé igyekeznek kinyúlni.  Ha valaha is rakott már le ösvényt a kertjében, akkor tisztában van vele, milyen nehéz lehet megakadályozni, hogy a növények ne jelenjenek meg ott, ahol nyílások vannak.  A kertészek keményen dolgoznak azon, hogy az utakat tisztán tartsák, míg a FTA-gyakorló örömmel fogad mindent, ami a physis jeleként megjelenik.  A célunk az, hogy mi legyünk a csákányos ember, aki repedéseket hoz létre a betonon, hogy a táplálék átjusson az alatta lévő élőlényekhez, és azok fel tudjanak nőni a fény felé.

## Konklúzió
Napjainkra egyre hatékonyabban érvényesül az a szemléletváltás, amely a pszichológiában a pozitív erőforrások kibontakoztatásának lehetőségét látja (pozitív pszichológia). A pszichológia eszköz az élet minőségének javítására, a testi és lelki egészség megőrzésére, a fejlődésre. A „depatologizált” pszichológia egy jelentős fordulat, szemléleti nyitás, paradigmaváltás. Ez volt Eric Berne egyik nagy álma, melyet úgy fogalmazott meg: a „pszichológia mindenkié” (Járó, 2011).
Az eredeti és újszerű abban, amivel Eric Berne és iskolája gazdagította a pszichoterápiát főként az, hogy a figyelmet a szocializáció korai negatív hatásainak kialakulásában az emberek közötti rejtett tranzakciókra irányította. Felfedezései és módszerei közel sem csak a rendelőben, mint a pszichológiai gyógyítás eszközei alkalmazhatók, hanem hatékonyabbá tehetik az emberek közötti kommunikációt (Járó, 2011).
Eric Berne két főműve – az Emberi játszmák és a Sorskönyv – szerves egységet alkot. Berne munkásságát tanítványa, Richard Erskine így jellemezte: „Berne mindössze 15 év alatt létrehozott életművét a következő nemzedékek számára mint továbbfejlesztésre felszólító kihívást hagyta hátra, kidolgozta az elmélet legfontosabb fogalmait, megújította a pszichoterápiát, s általában a kultúrára is jelentős hatást tudott gyakorolni. A játszma, a sorskönyv, az énállapotok, a szerződés fogalmai helyet kaptak a pszichoterápia közös szótárában, munkái visszhangra találtak szakmai és népszerű közleményekben egyaránt, de számos ponton a mű befejezetlen maradt” (Erskine, 1988, idézi Járó, 2011, p. 23.)
Berne Emberi játszmák című könyvének sikerét követően a TA átlépte az Amerikai Egyesült Államok határait. A TA iránti érdeklődés hirtelen megélénkülésének következtében számos TA-intézmény alakult. 1965-ben Berne és munkatársai megalapították a Nemzetközi Tranzakcióanalitikus Egyesületet (ITAA). A TA nemzetközi szakmai közönség azóta is stabil szervezeti keretekkel, nemzetközi és nemzeti társaságokkal, képzési és vizsgarendszerrel, kiképzőközpontokkal rendelkezik. Az évtizedek folyamán a TA szellemiségének elkötelezett szakemberek sora merített a mester tanításaiból inspirációt ahhoz, hogy önálló fejlesztésekkel gazdagítsa a TA érdekes elgondolásait és speciális eszköztárát (Járó, 2011).